# قالی تهران

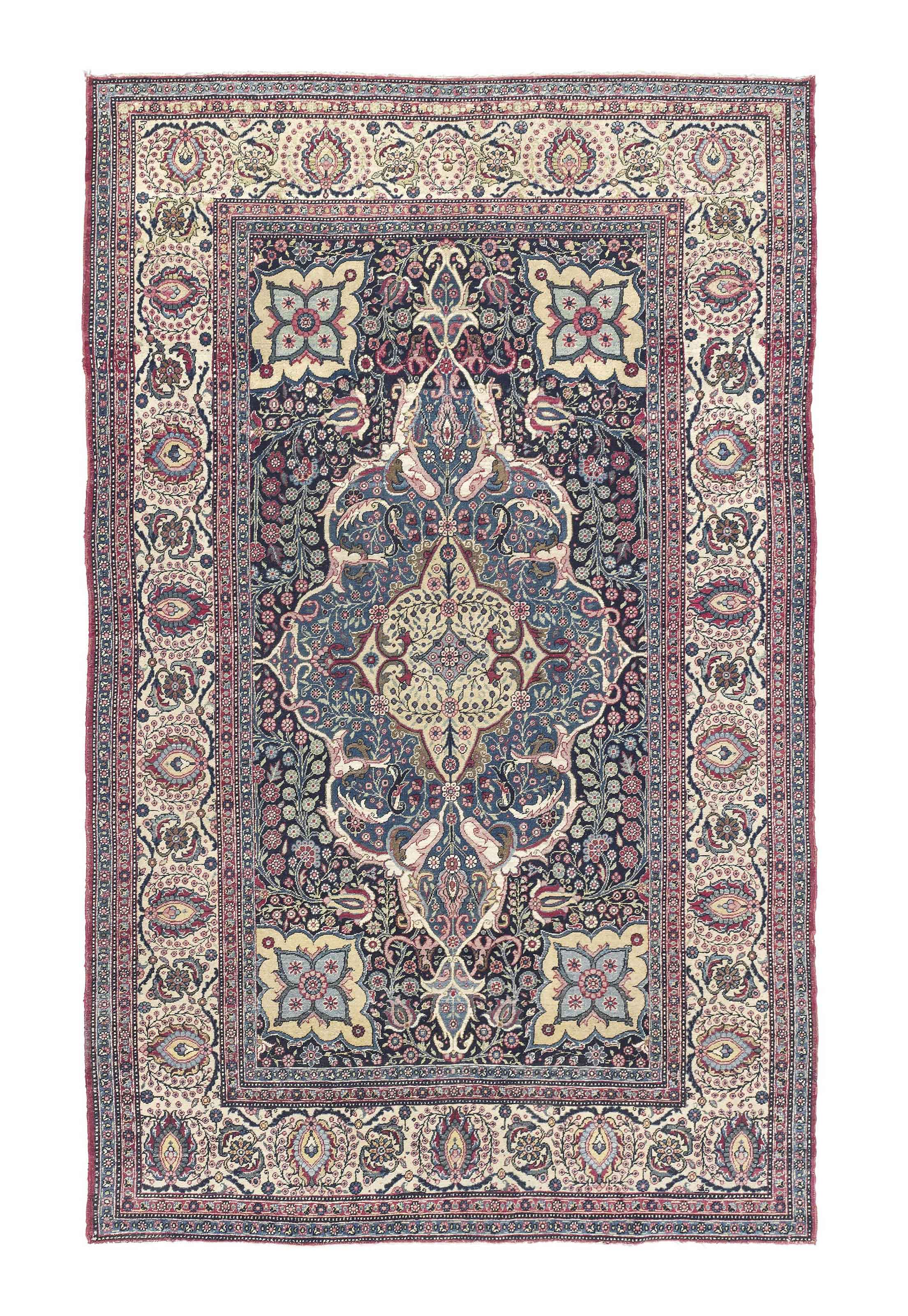
نمونه ای از قالی تهران

قالی تهران از انواع قالی‌های ایرانی بوده که در شهر تهران و روستاهای پیرامون آن بافته می‌شود. تغییرات گسترده‌ای که در طی ۱٫۵ سدهٔ اخیر در این منطقه به‌وقوع پیوست، هویت و پیشینهٔ قالی‌بافی در آن را دگرگون ساخت.
با مهاجرت مردم از شهرها و روستاهای مختلف ایران به تهران، دخل و تصرفات بسیاری در قالی این شهر به وقوع پیوست و سبک سنتی و روستایی آن به سبک مدرن و شهری تبدیل شد. در دهه‌های اخیر نیز با افزایش میزان مهاجرت‌ها به این شهر و تلفیق تجارب گوناگون با یک‌دیگر، صنعت قالی‌بافی تهران پیش‌رفت بسیاری را شاهد بوده‌است.